# بیل را بکش: بخش ۲
بیل را بکش بخش ۲ (به انگلیسی: Kill Bill: Volume 2) فیلمی رزمی محصول سال ۲۰۰۴ به کارگردانی کوئنتین تارانتینو است. در این فیلم اوما تورمن، دیوید کارادین، ویویکا ای فاکس، لوسی لیو، مایکل مدسن و داریل هاناه بازی کردند.

## داستان کامل
صحنهٔ اول فیلم تک‌گویی عروس در حال رانندگی است که ماجرا را سربسته تعریف می‌کند و می‌گوید دارد به قصد کشتن بیل می‌رود و تا به حال خیلی‌ها را کشته‌است. فیلم‌برداری این صحنه سیاه و سفید انجام گرفته‌است.
باک، برادر بیل به عنوان بانسر در باری در تگزاس کار می‌کند. بانسری که در کار خود موفق هم نیست و رییسش از او ناراضی است. یک شب باک به خانه‌اش که کاروانی کنار کوه و بیابان است برمی‌گردد و عروس را می‌بینیم که زیر کاروان کمین کرده‌است. باک به درون می‌رود و عروس در را باز می‌کند که با شمشیر به او حمله کند. اما باک تفنگ به دست منتظر روی صندلی نشسته‌است و خرده‌های سنگ نمک به سینهٔ عروس شلیک می‌کند.
باک عروس را دست و پا بسته در تابوتی زنده دفن می‌کند. فیلم فلش‌بکی به زمان گذشته دارد که در آن بیل و عروس به نزد پای‌می، استاد چینی هنرهای رزمی، می‌روند تا به عروس آموزش دهد.
پای‌می به او طی دوره‌ای طولانی و دردناک آموزش می‌دهد و چند تکنیک انحصاری را هم به او یاد می‌دهد. از جمله مشت شش اینچی (ضربه با حداکثر قوا از فاصلهٔ ۱۵ سانتی‌متری که حرکت مشخصهٔ بروس لی بود).
فلش‌بک تمام می‌شود و عروس را در تابوت می‌بینیم که با تیغی که در چکمه‌اش مخفی کرده خود را آزاد می‌کند و با استفاده از تکنیک مشت شش اینچی تابوت را می‌شکند و از قبر بیرون می‌آید. همان شب باک با ال درایور تماس می‌گیرد و می‌گوید عروس را کشته و حاضر است شمشیر هاتوری هانزو او را به یک میلیون دلار بفروشد.
صبح روز بعد ال درایور با پول از راه می‌رسد. باک کیف حاوی پول را باز می‌کند و ناگهان یک مار مامبای سیاه که ال درایور در کیف گذاشته بود، او را نیش می‌زند. در ضمن این‌که باک جان می‌کند، ال درایور از ویژگی‌ها مامبای سیاه می‌گوید. سپس به بیل زنگ می‌زند و نشانی گور اشتباهی را که باک به او داده به بیل می‌دهد و می‌گوید آن‌جا آرامگاه ابدی «بئاتریکس کیدو» است. این اولین بار است که در فیلم نام عروس را به‌طور واضح و با اطمینان می‌شنویم. بار قبلی زمانی است که بیل قبل از کشتار با او در کلیسا دیدار می‌کند و او را Kiddo خطاب می‌کند. اما از دید بیننده ممکن است این خطابی محبت‌آمیز به نظر برسد).
پس از تماس، کیدو از راه می‌رسد و دو زن با هم درگیر نبردی می‌شوند. در طی نبرد ال درایور اعتراف می‌کند که او پای‌می را به تلافی بیرون آوردن یک چشمش مسموم کرده‌است. کیدو چشم دیگر او را بیرون می‌آورد و او را به حال خود نزدیک مار مامبای سیاه رها می‌کند.
کیدو پدرخواندهٔ بیل را می‌یابد و او با میل آدرس بیل را به او می‌دهد و می‌گوید خود بیل هم می‌خواهد او را ببیند. کیدو به سراغ بیل می‌رود. اما در آن‌جا از دیدن دختر خردسال خود شگفت‌زده می‌شود. بیل از کودک نگهداری کرده بود.
شب هنگام بیل با تفنگ سرم راستی به کیدو تزریق می‌کند و او را وامی‌دارد بگوید چرا او را ترک کرده و کیدو می‌گوید این کار را کرده تا فرزندش دور از محیط زندگی بیل به دنیا بیاید و بزرگ شود و زندگی‌ای طبیعی داشته باشد.
در نبردی که بعد از آن درمی‌گیرد، کیدو تکنیک دیگر پای‌می، کف پنج نقطه‌ای انفجار قلب، را که پنهان مانده بود به کار می‌گیرد و بیل می‌میرد.

## واکنش منتقدان
راجر ایبرت این دو فیلم را مورد تحسین قرار داد و گفت: «دو بخش را در کنار یکدیگر قرار دهید، و تارانتینو یک داستان بلند استادانه ساخته‌است که هنرهای رزمی را می‌ستاید و در عین حال با آن شوخی می‌کند، بدان عشق می‌ورزد و آن را تعالی می‌بخشد… همه این یک فیلم است و اکنون که آن را کامل می‌بینیم از دو بخشش چشمگیرتر است.» در سال ۲۰۰۹ او این فیلم را در فهرست بیست فیلم برتر دهه خود قرار داد.

## دنباله‌های احتمالی
در آوریل ۲۰۰۴، تارانتینو به مجله انترتینمنت ویکلی گفت که در حال برنامه‌ریزی برای ساخت دنباله است:
اوه بله، در ابتدا فکر می‌کردم این «سه‌گانه دلار» من باشد. قرار بود هر ده سال یک بار فیلم جدید بسازم. اما من حداقل به پانزده سال زمان نیاز دارم تا دوباره این کار را انجام دهم. من کل ایده داستانی را دارم: سوفی فتال تمام پول بیل را به دست خواهد آورد. او نیکی را بزرگ خواهد کرد و با عروس مواجه می‌شود. نیکی همانند عروس سزاوار انتقام است. حتی ممکن است در حال حاضر چند صحنه را فیلمبرداری کنم تا بتوانم بازیگران زن که در این سن هستند را به دست بیاورم.
در سال ۲۰۰۶ در کامیک-کان سن دیگو، تارانتینو اظهار داشت که پس از اتمام گرایندهاوس، می‌خواهد دو فیلم انیمه از کیل بیل را بسازد: یک داستان اصلی دربارهٔ بیل و مربی‌های او، و دیگری منشأ داستانی شخصیت عروس. در حدود سال ۲۰۰۷ جزئیات دو دنباله احتمالی، بیل را بکش: بخش ۳ و بخش ۴، منتشر شد. بر اساس این مقاله، «فیلم سوم روایت انتقام دو قاتل است که دست و چشم‌های آنان در بخش اول توسط اوما ترومن قطع شده بود». این مقاله می‌افزاید که «چهارمین قسمت دربارهٔ چرخه ای از انتقام‌ها و دخترانی که انتقام مرگ مادرشان را می‌گیرند» است. در سال ۲۰۲۰، ویویکا ای فاکس که نقش ورنیتا گرین را در فیلم اول بازی کرده بود، پیشنهاد کرد که بازیگر اصلی آمبروزیا کلی، نقش خود را به عنوان نیکی بالغ در فیلم بازی کند.
در جشنواره بین‌المللی فیلم مورلیا در سال ۲۰۰۹، تارانتینو اظهار داشت که قصد دارد سومین بخش کیل بیل را بسازد. در همان ماه، او اظهار داشت که کیل بیل ۳ نهمین فیلم او خواهد بود و در سال ۲۰۱۴ اکران خواهد شد. او گفت که می‌خواهد ۱۰ سال از آخرین درگیری عروس بگذرد تا به او و دخترش یک دوره آرامش بدهد.
در دسامبر ۲۰۱۲، تارانتینو گفت که «احتمالا» فیلم سومی وجود نخواهد داشت. با این حال، در ژوئیه ۲۰۱۹، تارانتینو گفت که او و اوما تورمن دوباره در مورد یک دنباله احتمالی صحبت کرده‌اند. در دسامبر ۲۰۱۹، تارانتینو گفت که با تورمن در مورد یک ایده «جالب» برای یک فیلم جدید صحبت کرده و این فیلم «حداقل سه سال آینده خواهد بود. قطعاً آن را مدنظر دارم.» در ژوئن ۲۰۲۱، تارانتینو اظهار داشت که فیلم ۲۰ سال بعد از رویدادهای قسمت‌های اصلی اتفاق می‌افتد و از احتمال اینکه تورمن و دخترش مایا هاک به ترتیب نقش عروس و بی‌بی را بازی کنند هیجان‌زده خواهد شد. او همچنین به احتمال حضور ال درایور، سوفی فتال و خواهر دوقلوی گوگو، شیاکی نیز در این فیلم اشاره کرد. اواخر همان ماه، تارانتینو گفت که بخاطر خستگی که در ساخت دو قسمت اول متحمل شد، تمایلی ندارد که فیلم‌های بیشتری از کیل بیل بسازد و ساخت هیچ‌یک از دنباله‌ها یا پیش‌درآمدها به ثمر نرسید.